# Hıdırlar, Kızılcahamam
Hıdırlar là một xã thuộc huyện Kızılcahamam, tỉnh Ankara, Thổ Nhĩ Kỳ. Dân số thời điểm năm 2011 là 129 người.